# Otto Haas
Otto Haas (19. července 1921 Kročehlavy – 30. října 1980 Praha) byl český režisér, herec, překladatel a divadelní ředitel.

## Život
Narodil se v roce 1921 v Kročehlavech. V letech 1943 až 1950 působil jako režisér Národního divadla moravskoslezského. Poté studoval na Všesvazovém státním institutu kinematografie v Moskvě. V roce 1950 začal režírovat v Divadle na Vinohradech. Přeložil radu divadelních her z ruštiny. V letech 1954 až 1956 působil v divadle Slovenského národního povstaní v Martině. V letech 1956 až 1960 působil ve funkci ředitele Jihočeského divadla. V roce 1958 se podílel na vzniku otáčivého hlediště v Českém Krumlově. Režiroval také v Zámeckém barokním divadle v Českém Krumlově. Po roce 1961 působil na půdě bratislavské Nové scény. V letech 1965 až 1980 působil v Hudebním divadle v Karlíně. Od počátku 60. let působil v Československé televizi, kde režíroval řadu televizních filmů. Jeho manželkou byla operní pěvkyně Věra Štiborová. Jeho nevlastní dcerou byla Kateřina Macháčková.